# Langia nawai
Langia nawai är en fjärilsart som beskrevs av Rothschild och Jordan 1903. Langia nawai ingår i släktet Langia och familjen svärmare. Inga underarter finns listade i Catalogue of Life.